# Білинський Володимир (лікар)
Володимир Білинський (псевдонім — В. Кримський; 24 грудня 1919, м. Чортків, Польща — 27 березня 1996, м. Вінніпег, Канада) — український лікар, громадський діяч, письменник. Доктор медицини (1952). Член Королівства товариства здоров'я в Лондоні, Українського лікарського товариства Північної Америки.

## Життєпис
Закінчив гімназію «Рідної школи» у Чорткові, медичні студії в Інсбруці (Австрія).
У 1949 році виїхав до Канади; працював у лікарні Вінніпега, від 1952 — директор лікарні у Вайтмонті. Шкільний радник і голова шкільної округи в провінції Манітоба. Від 1986 — міський радник Ваймонта.

## Доробок
Літературну діяльність розпочав 1943 року, літературний редактор журналу «Студентський прапор» у Львові. В еміграції опублікував оповідання у журналі «Звено» (Інсбрук), «Литаври» (Зальцбург), «Нові дні» (Торонто), «Овид» (Буенос-Айрес, Чикаго).
Автор книги про Ю. Клена «Храм Грааля» (Інсбрук, 1948). Видав збірку своїх новел «Етап» (Буенос-Айрес,1953).